# Nikolai Dzhumagaliev
Nikolai Dzhumagaliev (1952, en cirílico Николай Джумагалиев) es un asesino en serie y caníbal bielorruso/kazajo. Se le atribuye la muerte de siete mujeres hasta su captura, en 1980, aunque se sospecha que pudo haber asesinado a un mayor número de mujeres. También era conocido por el sobrenombre de "Colmillo de metal" por su diente metálico.

## Vida antes de los asesinatos
Dzhumagaliev nació en la RSS de Kazajistán, de padre kazajo y madre bielorrusa. Tenía tres hermanas, siendo él el penúltimo de los hermanos. Después de completar el noveno curso, ingresó en la escuela ferroviaria. Siguiendo su graduación, se le asignó como lugar de trabajo la localidad de Atyrau. En 1970 se alistó en el ejército y sirvió para las fuerzas armadas de protección química en Samarcanda y Otar. En este entorno las mujeres eran tratadas como seres de segunda clase, pero a pesar de todo, eso no le impidió tener relaciones con algunas mujeres. Su vida sexual comenzó a los 18 años, y en 1977 contrajo sífilis, seguido poco tiempo después por tricomoniasis.
Con 21 años intentó aprender a conducir y trató de entrar en la Universidad, pero fracasó en ambos intentos. Poco después viajó a Rusia, visitó los montes Urales, Siberia y Murmansk, donde tuvo que trabajar en numerosos puestos, desde marinero hasta promotor de una compañía eléctrica. Sin embargo, en ninguno de sus lugares de destino permaneció por mucho tiempo. En 1977 regresó a su ciudad natal y empezó a ejercer como bombero.

## El primer asesinato
Dzhumagaliev preparó su primer asesinato con mucho cuidado. Eligió a una víctima que solía acudir a la iglesia de los Adventistas del Séptimo Día y la mató en 1979, en Uzunagach-Maibulak. Durante la investigación Dzhumagaliev describió de la siguiente manera su primer asesinato:
"Siempre me encantó cazar, de hecho habitualmente iba a cazar, pero ésta era la primera vez que cazaba a una mujer. Cuando salí del camino de Uzunagach-Maibulak, vi a una campesina. Estaba sola. Sentí el latido de mi corazón y corrí tras ella. Ella oyó mis pasos, se dio la vuelta, pero la atrapé, puse mi abrazo alrededor de su cuello y la arrastré hasta un lado del vertedero. Ella se resistía, así que le corté la garganta con un cuchillo. Después me bebí su sangre. En aquel mismo momento, apareció el Bus de la fábrica que venía del pueblo. Me tumbé en el suelo y me puse al lado del cadáver. Mientras estaba tumbado noté frías mis manos. Cuando el bus se fue, calenté mis manos con el cuerpo de la mujer y la desnudé completamente. Corté los pechos del cadáver en tiras, le quité los ovarios, separé la pelvis y las caderas; después doblé estas piezas para poder meterlas en mi mochila y las llevé a mi casa. Fundí la grasa para usarla como aceite, y otras partes las puse en escabeche. Puse la carne en un molinillo, e hice albóndigas. Guardé la carne para mi mismo; Nunca se la serví a nadie más. Cociné a la parrilla el corazón y los riñones. También hice carne a la parrilla. Me llevó un mes comer la carne que me proporcionó el cuerpo de esta mujer."

## Otros asesinatos y primeros arrestos
En 1979 Dzhumagaliev cometió 5 asesinatos más, cometiendo canibalismo en todos los casos. El 21 de agosto, en estado de embriaguez, disparó accidentalmente contra un amigo, hecho por el que fue arrestado. Le fue diagnosticado esquizofrenia  por el Instituto Serbio. En menos de un año fue liberado. Tras su puesta en libertad, cometió tres asesinatos más en Uzunagach.
Dzhumagaliev fue arrestado después de su noveno asesinato. Invitó a numerosos amigos a su casa, y en un descuido, mató a uno de ellos y empezó a desmembrarlo en una habitación contigua. Dzhumagaliev le dijo a la policía que sus invitados huyeron de la casa una vez descubrieron lo que estaba ocurriendo en esa habitación. Cuando la policía llegó al lugar del crimen, encontró a Dzhumagaliev de rodillas y cubierto totalmente de sangre. Ante la escena dantesca que estaban presenciando, los policías presentes en la escena del crimen dejaron escapar a Dzhumagaliev. Huyó en dirección a las montañas completamente desnudo llevando consigo mismo un hacha. Al siguiente día, 19 de diciembre de 1980, Dzhumagaliev fue atrapado en la casa de su primo.
El juicio se celebró el 3 de diciembre de 1981. Como Dzhumagaliev ya había sido diagnosticado con esquizofrenia, se le declaró incapacitado mentalmente para afrontar su juicio, y fue enviado a una clínica cerrada con tratamiento obligatorio, donde permaneció 8 años.

## Modus operandi
Nikolai Dzhumagaliev se propuso como objetivo librar al mundo de prostitutas. También aseguraba estar luchado en contra del matriarcado. Acostumbraba a acechar a sus víctimas en lugares apartados de Uzun-Agach. En dos ocasiones irrumpió en la casa de sus víctimas, matando 3 mujeres. Al menos otras dos víctimas fueron asesinadas en la casa de Dzhumagaliev. Se comía a sus víctimas, bebía su sangre y cometía necrofilia con sus cuerpos, en ocasiones
llegaba a mantener relaciones sexuales mediante los propios agujeros realizados por él mismo con un arma blanca. Durante la serie de asesinatos que cometió, Dzhumagaliev fue condenado por haber matado de un disparo fortuito con un rifle de cazar a uno de sus amigos. Sin embargo, tal y como aseguraba el Coronel Dubyagin, la muerte pudo no ser accidental y se pudo deber a que su amigo fue testigo directo de alguno de los crímenes perpetrados por Dzhumagaliev.

## Condena
Los crímenes de Dzhumagaliev fueron descubiertos cuando dos borrachos, que fueron invitados a su casa, descubrieron la cabeza cortada de una mujer en la cocina. Fue declarado no responsable de sus asesinatos (los cuales se cree que fueron al menos siete) debido a considerarse que estaba demente, y fue enviado a un centro de salud mental en Taskent.

## Fuga y posterior captura
Dzhumagaliev escapó en 1989 mientras estaba siendo llevado a otra instalación. Se desconoce si Dzhumagaliev llegó a efectuar algún asesinato durante el tiempo que estuvo fugado. Se sospecha que durante este tiempo viajó a Moscú. Finalmente fue capturado en 1991 en Fergana.
En enero de 2016, hubo rumores en WhatsApp y Facebook sobre su posible escape.  Sin embargo, esto nunca fue confirmado. La policía rastreó al autor del informe falso, que resultó ser una mujer residente de 21 años de la aldea natal de Dzhumagaliev. Posteriormente fue arrestada y confesó el bulo.

## En la cultura popular
El poeta y filósofo húngaro István Cs. Bartos escribió un corto relato sobre Dzhumagaliev titulado "La verdadera historia del caníbal kazajo" (Igaz történet a kazahsztáni kannibálról)